# Morten Brammer Olesen
Morten Brammer Olesen (født 6. marts 1988 i Aarhus) er en dansk triatlet fra Aarhus 1900. Han vandt i 2018 og 2019 EM-bronze i i langdistance-triatlon i Madrid og Amsterdam. Klubkammeraten Kristian Høgenhaug vandt guld 2019.